# FN Browning HP
Die FN Browning HP (High Power), im französischen Sprachraum auch bekannt als FN Browning GP (Grande Puissance), ist eine Pistole des belgischen Waffenherstellers Fabrique Nationale Herstal. Sie wurde vom Waffenkonstrukteur John Moses Browning entwickelt und gehört zu den am weitesten verbreiteten Pistolen überhaupt.

## Geschichte
Die Arbeit an dieser Waffe begann im Jahre 1922, als die französische Regierung den Auftrag zur Beschaffung einer neuen Standardpistole für ihre Streitkräfte herausgab. Die Spezifikationen des Auftrags forderten eine Pistole mit einer Magazinkapazität von 15 Schuss. John Moses Browning, der im Jahre 1902 Amerika verlassen hatte und nun für den belgischen Waffenhersteller FN arbeitete, präsentierte 1925 einen ersten Entwurf, damals noch mit einreihigem Magazin. Bei dem Modell stützte er sich auf seine Erfahrungen, die er mit der Pistole Colt M1911 gemacht hatte. Die High-Power-Pistole hatte einen Single-Action-Abzug und den bewährten Verschluss des Browning-Systems, bei dem der Lauf nicht starr befestigt ist, sondern beim Ladezyklus kurz zurückgleitet. Der Mechanismus war sehr robust, die Pistole setzte dementsprechend auch Maßstäbe in Sachen Zuverlässigkeit.
Browning starb im Jahre 1926, noch bevor er seine Entwicklung abschließen konnte. Dies übernahm sein belgischer Kollege Dieudonné Saive. Er brachte als Innovation ein zweireihiges Magazin ein, das damals nur in der Pistole Savage Modell 1907 verwendet wurde. Browning selbst hatte noch gezögert, dieses umzusetzen, da er Ladehemmungen befürchtete.
Die Browning Hi-Power wurde seit ihrer Einführung von FN kontinuierlich weiterentwickelt. Die Pistolen wurden ursprünglich in zwei Modellen hergestellt: einem "gewöhnlichen Modell" mit festen Visierungen und einem "verstellbaren Visiermodell" ("Artillerie-Version") mit einer tangentialen Kimme und einem Schlitzgriff zum Anbringen eines hölzernen Schulterschaftes. Die verstellbaren Visierungen sind immer noch auf kommerziellen Versionen der Hi-Power verfügbar, obwohl die Produktion der Schulterstütze während des Zweiten Weltkriegs eingestellt wurde. Im Jahr 1962 wurde das Design modifiziert, um den internen Extraktor durch einen externen Extraktor zu ersetzen und die Zuverlässigkeit zu verbessern.

### Funktion des Browning-FN-Verriegelungssystems
Im Rahmen seiner späteren Tätigkeit für die belgische FN Herstal entwickelte Browning eine neue Version seines Systems, bei dem der Lauf zum Entriegeln nicht mehr durch ein Kettenglied, sondern mittels einer fest am Lauf befindlichen Steuerkurve heruntergezogen wurde. Diese Variante wurde erstmals bei der FN Browning HP in Großserie hergestellt, inzwischen übersteigt die Anzahl der mit dieser Variante gefertigten Browning-Systeme vermutlich die Urversion, siehe auch SIG P210.

## Einsatz
Als die Pistole 1935 endlich marktreif wurde, entschied sich die französische Regierung nicht für das Modell, stattdessen jedoch das Militär und die Polizei Belgiens. Auch in vielen anderen Staaten wurde das Potential der High Power erkannt und die Waffe in die Ausrüstung übernommen. Als zu Beginn des Zweiten Weltkrieges deutsche Truppen Belgien besetzten, wurde die Produktion dann unter deren Regie fortgesetzt. Die Waffe wurde im deutschen Militär dann als Pistole 640 (b) geführt und hauptsächlich an die Waffen-SS ausgegeben. Doch auch auf alliierter Seite wurde die Pistole eingesetzt: In Kanada wurde während des Krieges die FN High Power in Lizenz gefertigt. Dorthin floh Saive während der Dauer der Besatzung und half bei der Produktion.
Nach dem Krieg wurde die Fertigung in Belgien wieder aufgenommen, die FN High Power fand weltweit großen Absatz, entweder im direkten Export oder als Nachbau. Die Waffe findet heute in über 50 Ländern bei Polizei und Militär Anwendung. Hier eine (unvollständige) Liste der Lizenzfertigungen und Kopien:
- Kanada: Lizenzbau durch die Firma John Inglis Co. Limited
- Großbritannien: Pistole L9A1
- Argentinien: Pistole FM (Fabricaciones Militares)
- Ungarn: Pistole FEG FP9
- Indonesien: Pistole Pindad P1
- Israel: Pistole Kareen MKII

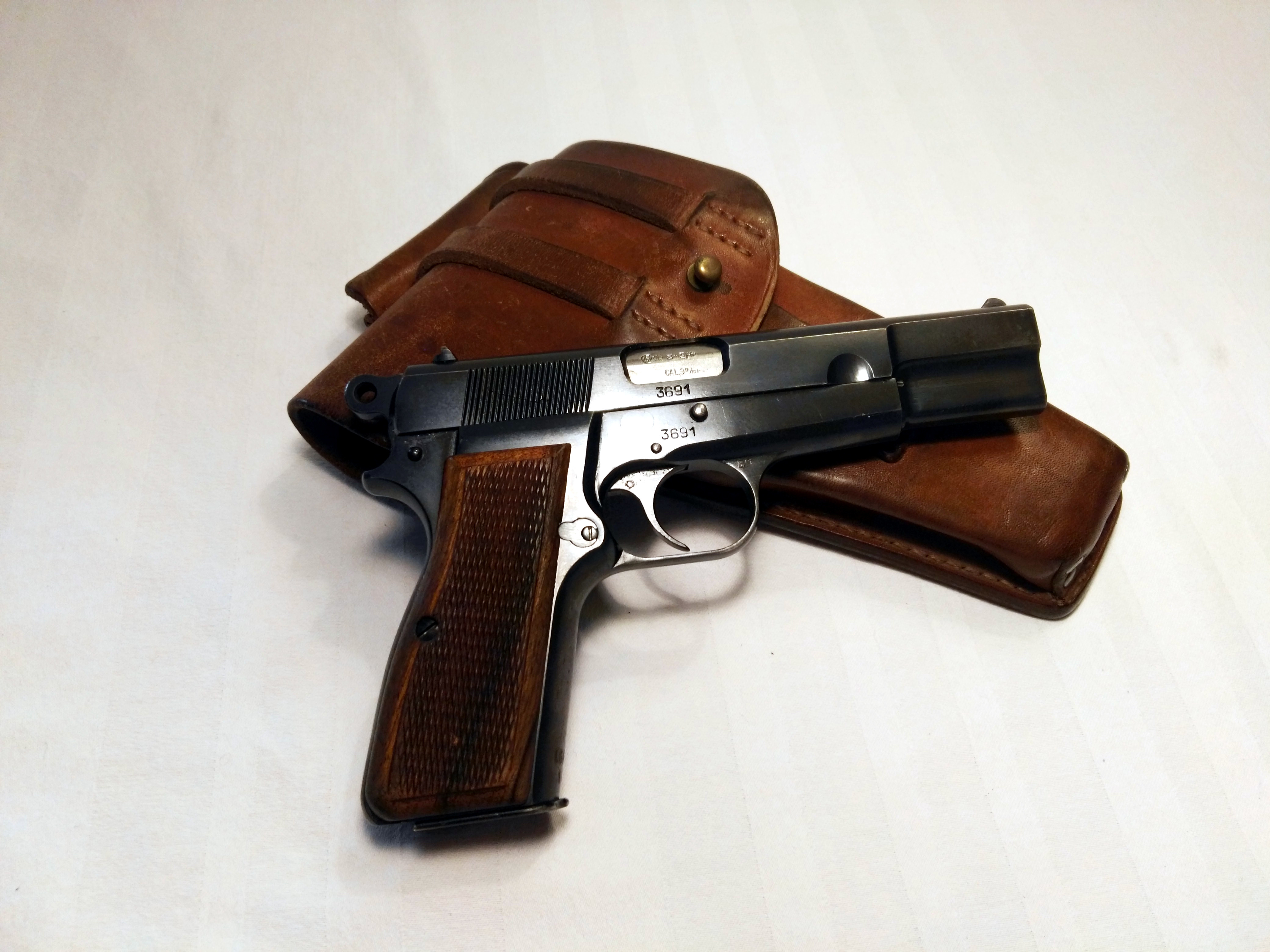
FN Browning HP der österreichischen Gendarmerie

Bis zur Einführung der SIG Sauer P226 und der Glock 17 Gen 4 gehörte die High Power als „Pistol L9A1“ zur strukturmäßigen Bewaffnung der britischen Streitkräfte. Zum Teil ist sie dort noch in Gebrauch. Auch beim belgischen Militär steht sie noch in Dienst.
Bei der österreichischen Gendarmerie wurde sie nach 1994 durch die Glock 17 ersetzt.
In den 1960er-Jahren, als die meisten Länderpolizeien Deutschlands mit Pistolen im Kaliber 7,65 mm Browning ausgerüstet waren, wurde die High Power als Dienstpistole in Nordrhein-Westfalen verwendet.

## Sonstiges
Ein vergoldetes Exemplar dieses Fabrikats war im Besitz des libyschen Diktators Oberst Muammar al-Gaddafi. Er trug diese Waffe bei sich, als er am 20. Oktober 2011 von Aufständischen in der Nähe von Sirte gefasst und getötet wurde. Die Trophäe avancierte zum Symbol des Sturzes des Gaddafi-Regimes.